# Eternamente tuya
Eternamente tuya (trad.: Eternamente Tua) é uma telenovela mexicana produzida por Oscar Guarín e exibida pela Azteca entre 12 de janeiro e 17 de julho de 2009. 
Foi protagonizada por Andrés Palacios, Fernanda Romero, Marimar Vega e Khohan Fernández e antagonizada por Verónica Merchant.

## Elenco
- Fernanda Romero - Antonia
- Marimar Vega - Sara
- Khotan Fernandez - David
- Andrés Palacios - Juan Pablo
- Veronica Merchant - Águeda Briseño de Castelán
- Irene Arcila - Guadalupe
- Marco Antonio Treviño - Jesús
- Rodolfo Arias - Humberto
- Sergio Kleiner - Chon
- Mario Zaragoza - Ramón
- Juan Pablo Medina
- Ana Belena - Tania
- Fernando Becerril
- Fernando Alonso - Roberto
- Carmen Madrid - Ernestina
- Emilio Guerrero - Crispín
- Andrea Escalona - Forencia
- Luis Alberto López - Tiburcio
- Juan David Penágos
- Joanydka Mariel
- Flavio Peniche
- Alfredo Herrera
- Fidel Garriaga - Mateo